# Функція виграшів
 Фу́нкція ви́грашів — функція, яка в безкоаліційній грі приписується кожному гравцю.
Визначається на множині всіх ситуацій і приймає дійсні значення, які чисельно показують виграш гравця в різних ситуаціях.
В антагоністичній грі функцію виграшів першого гравця часто називають функцією виграшів самої гри.